# مون‌تی‌گو، جزیره پرنس ادوارد
مون‌تی‌گو (به انگلیسی: Montague) یک منطقهٔ مسکونی در کانادا است که در منطقه کینگز واقع شده‌است. مون‌تی‌گو ۳٫۰۴ کیلومتر مربع مساحت و ۲٬۱۲۷ نفر جمعیت دارد و ۲۸ متر بالاتر از سطح دریا واقع شده‌است.